# 泗水 (印尼)
泗水又音譯為蘇臘巴亞，舊譯為泗里木，是印度尼西亞東爪哇省省會及最大城市，同時也是僅次於雅加達市的印尼第二大城市，位於爪哇島東北角，東臨馬都拉海峽，北隔馬都拉海峽與馬都拉島相望，西鄰錦石縣，南接詩都阿佐縣。

## 名稱
泗水的爪哇語音譯「蘇臘巴亞」含有鯊魚和鱷魚的意思，因此地原為荒涼的沼澤而名。當地华人感其拗口，先谐音為“泗里木”，再进一步雅化，便成道地的汉名“泗水”。
关于泗水地名由来的另一个传说則和澳門地名由来十分相似：明末清初“漳州兵灾”（郑成功、郑经父子抗清：南明永历元年即清朝顺治三年（1646年）到康熙帝十九年（1680年），导致闽南漳州年年战争百姓流离失所）大批中国福建省漳州府龙溪县移民来到印尼，带来中国福建闽南民间信仰“泗洲佛祖”即“男相观音”来到“苏腊巴亚”建庙供奉，保佑人们免受鲨鱼和鳄鱼的伤害，后来在华人语中供奉“男相观音泗洲佛祖”的庙宇“泗水庙”就慢慢演变为“泗水”的地名。泗水庙就是现在的泗水观音佛祖庙，在泗水海边规模庞大已经成为休闲公园(广东省惠州市泗洲塔也叫泗水塔)。清朝同治八年印尼泗水华侨郑拱照回乡捐钱重修“龙溪县古县城鹳林泗洲佛祖寺”，石柱上刻“佛称文，黎庶共仰文明。洲号泗，渊源直通泗水。”
此外，据当地华裔介绍，泗水還有另一来历，是为了纪念孔子葬在曲阜泗水边。

## 歷史
此地最早見於13世紀初宋代趙汝適《諸蕃志》，稱重迦廬，元代汪大淵《島夷志略》作重迦羅，都是此地古名 Jungala 的對音。
15世紀初馬歡《瀛涯勝覽》稱此地為蘇魯馬益。17世紀初，明代《東西洋考》中也稱此地作蘇魯馬益，当时苏鲁马益“林木蔚茂，千余家，過半華人。又有长臂猿猴数万。”
15、16世紀，伊斯蘭教傳到爪哇島後，此地伊斯兰化，泗水成為了一個蘇丹國，並在東爪哇擁有強大的政治和軍事力量。泗水在1625年被馬打蘭蘇丹國的蘇丹阿貢所兼併，但這對馬塔蘭來說是場相當艱鉅的戰鬥，馬塔蘭軍隊先擊潰了其盟友蘇卡達納和馬都拉，並對泗水進行攻城戰，最後才征服這座城市。其後，除了萬丹王國及荷蘭人所佔領的巴達維亞以外，馬塔蘭王朝幾乎控制了整個爪哇島。
直至1743年，不斷擴張的荷蘭東印度公司，才從日漸衰弱的馬塔蘭王朝手中將泗水奪走。在殖民政府時代，泗水成為主要的貿易中心之一，殖民地中最大的海軍基地也在此駐紮。1917年，東印度社會民主聯盟在泗水發動對抗殖民政府的起義，參與者包括了士兵和水手，但這場起義被荷軍擊敗，義軍也被處以重刑。
至二次大戰後印尼獨立，泗水成為東爪哇省首府。

## 地理

### 氣候
| Surabaya          | Surabaya   | Surabaya   | Surabaya   | Surabaya  | Surabaya  | Surabaya  | Surabaya | Surabaya | Surabaya | Surabaya | Surabaya  | Surabaya  | Surabaya   |
| 月份              | 1月        | 2月        | 3月        | 4月       | 5月       | 6月       | 7月      | 8月      | 9月      | 10月     | 11月      | 12月      | 全年       |
| ----------------- | ---------- | ---------- | ---------- | --------- | --------- | --------- | -------- | -------- | -------- | -------- | --------- | --------- | ---------- |
| 平均高温 °C（°F） | 33 (91)    | 31 (88)    | 33 (91)    | 33 (91)   | 33 (91)   | 33 (91)   | 32 (90)  | 33 (91)  | 33 (91)  | 34 (93)  | 36 (97)   | 34 (93)   | 33 (91)    |
| 日均气温 °C（°F） | 27 (81)    | 27 (81)    | 29 (84)    | 28 (82)   | 29 (84)   | 29 (84)   | 28 (82)  | 28 (82)  | 28 (82)  | 29 (84)  | 30 (86)   | 29 (84)   | 28 (82)    |
| 平均低温 °C（°F） | 24 (75)    | 23 (73)    | 27 (81)    | 24 (75)   | 24 (75)   | 27 (81)   | 27 (81)  | 26 (79)  | 27 (81)  | 27 (81)  | 26 (79)   | 25 (77)   | 26 (79)    |
| 平均降雨量 mm（） | 327 (12.9) | 275 (10.8) | 283 (11.1) | 181 (7.1) | 159 (6.3) | 101 (4.0) | 22 (0.9) | 15 (0.6) | 17 (0.7) | 47 (1.9) | 105 (4.1) | 219 (8.6) | 1,751 (69) |
| 平均降雨天数      | 17         | 18         | 19         | 15        | 13        | 11        | 7        | 3        | 4        | 5        | 12        | 23        | 147        |
| 来源：.           |            |            |            |           |           |           |          |          |          |          |           |           |            |

### 人口
泗水約有400萬人口，其中爪哇人佔多數，而來自鄰近的馬都拉島的馬都拉人與華人為該城市顯著的少數民族。該地華人約有100多萬人，六成為福建閩南人，三成為客家人，其他汉族民系的華人占一成。

## 經濟
印尼进口商品大多都由泗水进入国内，而出口的大宗──蔗糖、咖啡、烟草、柚木、木薯、橡胶、香料、植物油和石油产品也通过该港口输出。

## 交通
位於泗水的朱安達國際機場是印尼第二大機場。

## 姊妹城市
- 中华人民共和国广州市
- 中華人民共和國厦门市
- 伊朗馬什哈德
- 日本高知市
- 韩国釜山市
- 马来西亚新山
- 马来西亚古晋
- 马来西亚莎亚南
- 土耳其伊兹密尔
- 美國西雅圖